# Shiroi heya no futari
Shiroi heya no futari (白い部屋のふたり, litt. « Le couple dans la chambre blanche »), est un shōjo manga dessiné par Ryōko Yamagishi et publié en 1971 dans le magazine Ribon Comic de Shūeisha.
Centré sur une relation lesbienne et tragique dans un prestigieux lycée de jeunes filles français, il est fréquemment rattaché au genre du yuri manga et souvent perçu comme une œuvre pionnière du domaine, influençant grandement les shōjo mangas qui lui succèdent sur le même thème.

## Description
Shiroi heya no futari est une histoire courte tragique de 80 p. située dans la France du début des années 1970,. L'œuvre s'ouvre sur Résine de Poisson, une fille candide, qui intègre le pensionnat d'un lycée de jeunes filles ; elle partage sa chambre avec Simone d'Arc, une camarade de classe à la réputation de délinquante.
Après quelques difficultés initiales, Résine et Simone finissent par bien s'entendre, puis par tomber amoureuses l'une de l'autre. Si Résine est réservée, Simone est beaucoup plus expressive et va jusqu'à déclamer devant l'ensemble de la classe un poème d'amour de Rainer Maria Rilke qu'elle dédie à Résine.
Une représentation de la pièce de théâtre Roméo et Juliette est organisée pour célébrer les cinquante ans de l'école ; Résine est sélectionnée pour jouer le rôle de Juliette et Simone celui de Roméo. Le jour de la représentation Simone en profite pour embrasser passionnément Résine sur scène.
À partir de ce moment, des rumeurs circulent dans l'école à propos de la relation qu'entretiennent Résine et Simone, qu'elle serait de nature lesbienne. Affolée par ces rumeurs, Résine coupe les ponts avec Simone : elle quitte le pensionnat et décide de sortir avec le premier garçon venu,.
Simone, ne pouvant supporter d'être rejetée aussi brutalement par son amante, entre dans une démarche autodestructrice et meurt poignardée lors d'une rixe dans un bar. L'histoire se conclut sur Résine qui apprend la mort de Simone : choquée, elle décide de porter le deuil de Simone à vie.

## Genèse de l'œuvre

### Contexte historique
Le genre du yuri est centré sur les relations intimes partagées entre personnages féminins, ce qui représente tout un spectre allant des amitiés romantiques au lesbianisme. Si le genre se structure réellement au début des années 2000 avec l'apparition de magazines dédiés, l'histoire du yuri remonte au début du xxe siècle. C'est en effet à partir de cette époque que les publications shōjo, magazines et kashihon, ont commencé à diffuser régulièrement des histoires d'amitiés romantiques entre personnages féminins, avec par exemple Hana monogatari (1916-1926) de Nobuko Yoshiya ou encore Sakura namiki (1957) de Macoto Takahashi ; on parle alors de fictions esu.
Aux alentours de l'année 1970 les magazines shōjo commencent à publier des histoires qui vont au-delà du cadre traditionnel du esu pour parler de lesbianisme ou d'autres formes de relations intimes entre personnages féminins, avec par exemple Glass no shiro (1969-1970) de Masako Watanabe, Secret Love (1970) de Masako Yashiro, Futari pocchi (1971) de Riyoko Ikeda, Maya no sōretsu (1972) de Yukari Ichijō ou encore Aries no otometachi  (1973-1975) de Machiko Satonaka,,,. Shiroi heya no futari, publié en février 1971, fait partie de ce groupe d'œuvres.

### Conception
Ryōko Yamagishi commence sa carrière en 1969 en intégrant les rangs des mangakas du Ribon Comic, un magazine supplément au Ribon. Le Ribon Comic vise un lectorat de filles âgées d'environ 16 ans et publie des histoires courtes qui abordent fréquemment des problématiques sociétales.
Lors de sa jeunesse Yamagishi est fascinée et excitée par les histoires montrant de la camaraderie entre personnages masculins, elle cite comme exemple la fiction Shōnen Kenya, puis plus tard les romans homosexuels de Mari Mori qu'elle découvre à l'université. Elle considère toutefois que son penchant pour les histoires gays est anormal et étrange. Aussi une fois devenue mangaka, Yamagishi n'ose pas dessiner sur le sujet et préfère alors élaborer une histoire lesbienne comme palliatif, considérant que cela serait plus facilement accepté par ses lectrices.
L'œuvre en question, Shiroi heya no futari, est acceptée par son responsable éditorial, et est ainsi publiée dans le numéro de février 1971 du Ribon Comic. L'œuvre est présentée par le magazine comme faisant partie d'une série d'histoires plus longues que d'ordinaire, ce statut particulier conféré à la série se manifeste notamment par une couverture intégralement en couleur, suivie d'une première page avec des teintes oranges, violettes et blanches ; le magazine ne propose en effet que rarement des pages en couleur, souvent limitées à de simples teintes oranges.
Le manga est republié ultérieurement dans plusieurs anthologies d'histoires courtes de l'autrice, certaines portant le titre de Shiroi heya no futari, comme par exemple le volume 28 de l'intégrale des œuvres de Yamagishi, publié par Kadokawa shoten en 1986.

## Postérité

### Réception critique
Les critiques manga Yoshihiro Yonezawa et Yōji Takahashi considèrent que Shiroi heya no futari est un manga typique du Ribon Comic de l'époque, un magazine qu'ils jugent comme « radical » avec une ligne sociétale. Yonezawa ajoute que ce manga est sensiblement différent du reste de la bibliographie de Yamagishi, et qu'avec cette œuvre, l'autrice marche au contraire dans les pas de Nobuko Yoshiya.
La journaliste Mai Endō, pour le magazine Cyzo en 2009, souligne que si l'œuvre n'est pas très connue, elle reste de bonne qualité, un avis que partage l'équipe éditoriale des magazines Yuri Shimai et Comic Yuri Hime.
En Occident, la critique Erica Friedman apprécie l'œuvre pour son aspect « hyper mélodramatique » et la rapproche des lesbian pulp fiction américaines de la même époque. Karen Merveille, pour la revue Manga 10 000 images en 2010, considère que le manga est bien trop pessimiste, mais lui accorde le mérite d'être une œuvre pionnière.

### Positionnement historique
Bien que n'étant pas à strictement parler la première œuvre de cette génération, le manga de Yamagishi est souvent considéré comme le premier yuri qui ne soit pas esu dans l'histoire du genre. Cet état de fait s'explique par plusieurs raisons, telles que l'ordre de publication des différentes histoires dans des volumes reliés qui diffère de celui des magazines, mais la principale raison est que l'histoire de Shiroi heya no futari est, selon l'universitaire Yukari Fujimoto, devenue le prototype des fictions du genre dans les années qui ont suivi.

## Analyses

### Rose et Candy
Résine est un personnage caractérisé par une personnalité sage, innocente et timide, au contraire Simone possède une personnalité rebelle et provocante. Les deux filles ont d'abord une relation conflictuelle, avant de se rapprocher l'une de l'autre pour finalement être séparées de façon tragique,.
L'universitaire Marta Fanasca remarque que cette dynamique entre les deux protagonistes est commune dans les shōjo mangas des années 1970, ceci quel que soit le genre des individus. Elle compare ainsi Résine et Simone à Candy et Terence dans Candy Candy ou encore à Serge et Gilbert dans Kaze to ki no uta.
Concernant les paires lesbiennes, l'universitaire Yukari Fujimoto décrit cette dynamique, qui peut être rapprochée de la dynamique lesbienne butch-fem ou de son équivalent japonais tachi-neko,, et lui donne le nom de « Rose Écarlate et Candy » : Rose est belle, forte, entreprenante et invariablement torturée par des problèmes familiaux, tandis que Candy est une fille candide et très féminine, elle aussi souvent frappée de problèmes familiaux. La relation qu'entretient les deux femmes est sujette aux rumeurs cruelles et aux menaces ; Rose est destinée à protéger Candy et à mourir en conséquence, typiquement par une forme de suicide.
Fujimoto suggère que Shiroi heya no futari est l'œuvre qui a imposé cette dynamique, devenant de fait le prototype des histoires lesbiennes qui lui succèdent. Avec les décennies toutefois, les mangas aux histoires lesbiennes abandonnent cette dynamique tragique pour quelque chose de plus positif et léger, où la belle fille aux cheveux noirs est beaucoup moins torturée et où la fille blonde et innocente accepte plus volontairement ses sentiments pour l'autre. La critique Erica Friedman considère ainsi que dans le manga Citrus — un yuri manga majeur des années 2010 — Yuzu est un écho positif à Résine tandis que Mei est celui de Simone.

### Stylistique
Shiroi heya no futari adopte le style romantique qui s'est imposé récemment dans le shōjo manga, avec ses protagonistes aux grands yeux et leur longue chevelure au vent, ainsi qu'avec un important usage d'images et de décorations à forte valeur symbolique.
Plus généralement le manga se veut chic : les filles portent de nombreux vêtements à la mode, le pensionnat catholique s'oppose aux clubs et bars où les protagonistes consomment cigarettes et alcool. L'atmosphère dramatique et tragique est quant à elle renforcée par l'environnement français, par des tourbillons de feuilles et de pétales qui ponctuent différentes scènes, et par les références littéraires à Shakespeare et Rilke,,.
Les deux protagonistes sont visuellement construites comme des opposées. Par exemple elles sont chacune associée à une fleur : Simone est associée à la rose, une fleur qui connote la passion mais aussi la souffrance avec ses épines, tandis que Résine est associée à la douce et fragile pâquerette. Ou encore, elles sont contrastées par une dualité clair-obscur, visible notamment au travers de leur cheveux, blonds pour Résine et noirs pour Simone.